# 山口グランドホテル
山口グランドホテル（やまぐちグランドホテル）は山口県山口市にあるホテル。

## 交通アクセス
鉄道
- JR西日本山陽新幹線新山口駅（新幹線口）より徒歩約1分　※新山口駅と地下道で接続している。

車
- 中国自動車道小郡ICより約7分
- 山陽自動車道山口南ICより約10分

空港
- 山口宇部空港よりバスで約30分。

## 周辺施設
- 新山口駅